# Hamed Traorè
Hamed Junior Traorè (Abiyán, 16 de febrero de 2000) es un futbolista marfileño que juega de centrocampista en el AFC Bournemouth de la Premier League.

## Primeros años
Nacido en Abiyán (Costa de Marfil), se trasladó a Italia a una edad temprana.

## Trayectoria

### Empoli F. C.
Debutó en la Serie B con el Empoli F. C. el 8 de octubre de 2017 en un partido contra el Calcio Foggia. El 26 de agosto de 2018, debutó en la Serie A en la derrota contra el Génova C. F. C., sustituyendo a Miha Zajc el minuto 85.
El 15 de enero de 2019 la ACF Fiorentina llegó a un acuerdo para ficharlo, aunque permaneció cedido en el Empoli durante el resto de la temporada. Sin embargo, al final de la temporada, el presidente del Empoli, Fabrizio Corsi, anunció que el acuerdo había fracasado.

### U. S. Sassuolo Calcio
El 12 de julio de 2019 se incorporó al U. S. Sassuolo Calcio en calidad de cedido por dos años con opción de compra.
Llegó al fútbol inglés el 31 de enero de 2023 después de ser prestado al AFC Bournemouth hasta final de temporada con la obligación de comprarlo al final de la misma. Estuvo un año en Inglaterra y el 17 de enero de 2024 se confirmó su regreso a Italia para jugar cedido en la S. S. C. Napoli. El siguiente mes de agosto volvió a ser prestado, en esta ocasión al A. J. Auxerre.

## Selección nacional
Debutó con la selección de Costa de Marfil sub-23 en un par de partidos de clasificación para la Copa Africana de Naciones Sub-23 en marzo de 2019.
Debutó con la selección de Costa de Marfil el 6 de septiembre de 2021 en un partido de clasificación para la Copa del Mundo contra Camerún en una victoria por 2-1 en casa. Sustituyó a Jérémie Boga en el minuto 69.

## Vida personal
En julio de 2020 la fiscalía de Parma inició una investigación sobre el tráfico de futbolistas. Entre los implicados se encontraba Hamed Mamadou Traorè, pariente lejano de Hamed y de su supuesto hermano Amad Diallo, acusado de hacerse pasar por su padre para facilitar su inmigración a Italia. La investigación también cuestionó la relación entre Hamed y Amad.
El 10 de febrero de 2021 fue declarado culpable de violar el Código de Justicia Deportiva italiano para poder ingresar en el club de fútbol "ASD Boca Barco" en 2015 con el nombre de "Hamed Junior Traorè". Fue acusado de falsificar documentos para fingir una relación con Hamed Mamadou Traorè, ciudadano marfileño residente en Italia, y solicitar una reagrupación familiar. Solicitó un acuerdo de culpabilidad, y la Fiscalía Federal le impuso una multa de 48000 euros.

## Estadísticas

### Clubes
Actualizado al último partido disputado el 8 de noviembre de 2024.
| Club                           | Div.          | Temporada     | Liga  | Liga  | Liga   | Copas nacionales | Copas nacionales | Copas nacionales | Copas internacionales | Copas internacionales | Copas internacionales | Total | Total | Total  |
| Club                           | Div.          | Temporada     | Part. | Goles | Asist. | Part.            | Goles            | Asist.           | Part.                 | Goles                 | Asist.                | Part. | Goles | Asist. |
| ------------------------------ | ------------- | ------------- | ----- | ----- | ------ | ---------------- | ---------------- | ---------------- | --------------------- | --------------------- | --------------------- | ----- | ----- | ------ |
| Empoli F. C. · Italia          | 2.ª           | 2017-18       | 10    | 0     | 0      | 0                | 0                | 0                | —                     | —                     | —                     | 10    | 0     | 0      |
| Empoli F. C. · Italia          | 1.ª           | 2018-19       | 32    | 2     | 2      | 0                | 0                | 0                | —                     | —                     | —                     | 32    | 2     | 2      |
| Empoli F. C. · Italia          | Total club    | Total club    | 42    | 2     | 2      | 0                | 0                | 0                | 0                     | 0                     | 0                     | 42    | 2     | 2      |
| U. S. Sassuolo Calcio · Italia | 1.ª           | 2019-20       | 31    | 4     | 1      | 2                | 1                | 0                | —                     | —                     | —                     | 33    | 5     | 1      |
| U. S. Sassuolo Calcio · Italia | 1.ª           | 2020-21       | 34    | 5     | 2      | 0                | 0                | 0                | —                     | —                     | —                     | 34    | 5     | 2      |
| U. S. Sassuolo Calcio · Italia | 1.ª           | 2021-22       | 31    | 7     | 2      | 1                | 1                | 0                | —                     | —                     | —                     | 32    | 8     | 2      |
| U. S. Sassuolo Calcio · Italia | 1.ª           | 2022-23       | 11    | 0     | 3      | 0                | 0                | 0                | —                     | —                     | —                     | 11    | 0     | 3      |
| U. S. Sassuolo Calcio · Italia | Total club    | Total club    | 107   | 16    | 8      | 3                | 2                | 0                | 0                     | 0                     | 0                     | 110   | 18    | 8      |
| AFC Bournemouth Inglaterra     | 1.ª           | 2022-23       | 7     | 0     | 0      | —                | —                | —                | —                     | —                     | —                     | 7     | 0     | 0      |
| AFC Bournemouth Inglaterra     | 1.ª           | 2023-24       | 3     | 0     | 0      | 3                | 1                | 0                | —                     | —                     | —                     | 6     | 1     | 0      |
| AFC Bournemouth Inglaterra     | Total club    | Total club    | 10    | 0     | 0      | 3                | 1                | 0                | 0                     | 0                     | 0                     | 13    | 1     | 0      |
| S. S. C. Napoli · Italia       | 1.ª           | 2023-24       | 9     | 0     | 0      | 0                | 0                | 0                | 2                     | 0                     | 0                     | 11    | 0     | 0      |
| S. S. C. Napoli · Italia       | Total club    | Total club    | 9     | 0     | 0      | 0                | 0                | 0                | 2                     | 0                     | 0                     | 11    | 0     | 0      |
| A. J. Auxerre Francia          | 1.ª           | 2024-25       | 9     | 5     | 1      | 0                | 0                | 0                | —                     | —                     | —                     | 9     | 5     | 1      |
| A. J. Auxerre Francia          | Total club    | Total club    | 9     | 5     | 1      | 0                | 0                | 0                | 0                     | 0                     | 0                     | 9     | 5     | 1      |
| Total carrera                  | Total carrera | Total carrera | 177   | 23    | 11     | 6                | 3                | 0                | 2                     | 0                     | 0                     | 185   | 26    | 11     |